# 대통령 지시
대통령 지시(Presidential directive)는 미국 대통령의 국가안보 관련 행정명령이다. NSC의 조언과 동의(Advice and consent)가 필요하다. 국가안보 대통령 지시가 보다 뜻이 명확하다.
역대 대통령들은 다양한 용어를 사용했다. 케네디 대통령은 국가안보실행메모(NSAM, National Security Action Memorandums), 닉슨과 포드 대통령은 국가안보결정메모(NSDM, National Security Decision Memorandums), 클린턴 대통령은 대통령결정지시, 조지 부시 대통령은 국가안보대통령지시, 오바마 대통령은 대통령정책지시라고 부른다.
미국의 대통령 지시는 비밀명령으로 내려지기도 하는데, 이는 수십년이 지나면 비밀해제되어 일반에 공개된다. 미국 육군 정보와 보안 사령부와 같이, 군대에 특정 부대를 창설하는 경우, 대통령 지시만으로 창설되곤 한다.

## 대통령 포고
국가안보 대통령 지시가 아니라 일반적인 행정부 기관들에 대해 대통령 지시를 할 경우에는, 대통령 포고를 작성한다.

## 같이 보기
- 대통령 메모(Presidential memorandum)
- 대통령 포고(Presidential proclamation)